# Kineke Alexander
Kineke Alexander est une athlète saint-vincentaise et grenadine spécialiste des 200 mètres et 400 mètres, née le 21 février 1986 à Kingstown, et ayant représenté son pays comme porte-drapeau lors des Jeux olympiques de 2008 et de 2012.

## Palmarès
| Date | Compétition                                | Lieu           | Résultat    | Épreuve   | Temps         |
| ---- | ------------------------------------------ | -------------- | ----------- | --------- | ------------- |
| 2002 | Jeux de la CARIFTA cadets                  | Nassau         | 5e          | 200 m     | 24 s 97       |
| 2002 | Jeux de la CARIFTA cadets                  | Nassau         | 3e          | 400 m     | 56 s 23       |
| 2002 | Jeux de la CARIFTA cadets                  | Nassau         | finale      | Longueur  | NM            |
| 2002 | Jeux de la CARIFTA juniors                 | Bridgetown     | 5e          | 200 m     | 25 s 30       |
| 2002 | Jeux de la CARIFTA juniors                 | Bridgetown     | 2e          | 400 m     | 55 s 42       |
| 2002 | Jeux de la CARIFTA juniors                 | Bridgetown     | 7e          | 4 x 100 m | 49 s 11       |
| 2002 | Jeux de la CARIFTA juniors                 | Bridgetown     | 5e          | 4 x 400 m | 4 min 02 s 33 |
| 2003 | Jeux de la CARIFTA juniors                 | Port-d'Espagne | 6e          | 400 m     | 54 s 34       |
| 2003 | Jeux de la CARIFTA juniors                 | Port-d'Espagne | 7e          | 800 m     | 2 min 22 s 80 |
| 2004 | Jeux de la CARIFTA juniors                 | Port-d'Espagne | 2e          | 400 m     | 53 s 83       |
| 2005 | Champ. d'Am. cent. et des Caraïbes juniors | Coatzacoalcos  | 1re         | 400 m     | 53 s 93       |
| 2005 | Championnats panaméricains juniors         | Windsor        | 4e          | 400 m     | 53 s 28       |
| 2005 | Championnats du monde                      | Helsinki       | séries      | 400 m     | 54 s 45       |
| 2006 | Jeux d'Am. cent. et des Caraïbes           | Carthagène     | 3e          | 400 m     | 52 s 04       |
| 2007 | Championnats NACAC                         | San Salvador   | 3e          | 400 m     | 53 s 52       |
| 2007 | Championnats du monde                      | Osaka          | séries      | 400 m     | 52 s 51       |
| 2008 | Jeux olympiques                            | Pékin          | séries      | 400 m     | 52 s 87       |
| 2009 | Championnats du monde                      | Berlin         | demi-finale | 400 m     | 53 s 43       |
| 2012 | Championnats du monde en salle             | Istanbul       | séries      | 400 m     | 55 s 88       |
| 2012 | Jeux olympiques                            | Londres        | —           | 400 m     | DNF           |
| 2013 | Championnats des Iles aux vents            | Tortola        | 3e          | 200 m     | 23 s 40       |
| 2013 | Championnats des Iles aux vents            | Tortola        | 3e          | 400 m     | 51 s 67       |
| 2013 | Champ. d'Am. cent. et des Caraïbes         | Morelia        | 1er         | 200 m     | 23 s 00       |
| 2013 | Champ. d'Am. cent. et des Caraïbes         | Morelia        | 3e          | 400 m     | 52 s 81       |
| 2013 | Championnats du monde                      | Moscou         | séries      | 200 m     | 23 s 42       |
| 2013 | Championnats du monde                      | Moscou         | demi-finale | 400 m     | 51 s 64       |
| 2014 | Championnats du monde en salle             | Sopot          | séries      | 400 m     | 52 s 80       |
| 2014 | Jeux du Commonwealth                       | Glasgow        | 5e          | 400 m     | 52 s 78       |
| 2014 | Festival des sports panaméricains          | Mexico         | 4e          | 400 m     | 51 s 94       |
| 2014 | Jeux d'Am. cent. et des Caraïbes           | Veracruz       | 6e          | 400 m     | 54 s 21       |
| 2015 | Jeux panaméricains                         | Toronto        | 3e          | 400 m     | 51 s 50       |
| 2015 | Championnats NACAC                         | San José       | 4e          | 400 m     | 52 s 51       |
| 2015 | Championnats du monde                      | Pékin          | séries      | 200 m     | 23 s 30       |
| 2015 | Championnats du monde                      | Pékin          | séries      | 400 m     | 52 s 24       |
| 2016 | Jeux olympiques                            | Rio de Janeiro | séries      | 400 m     | 52 s 45       |
| 2018 | Championnats NACAC                         | Toronto        | 7e          | 400 m     | 55 s 36       |

## Records
| Épreuve | Épreuve   | Performance  | Lieu         | Date            |
| ------- | --------- | ------------ | ------------ | --------------- |
| 60 m    | En salle  | 7 s 34       | Houston      | 17 janvier 2014 |
| 100 m   | Plein air | 11 s 69      | Houston      | 23 mars 2013    |
| 200 m   | Plein air | 23 s 00      | Morelia      | 7 juillet 2013  |
| 200 m   | En salle  | 23 s 24 (NR) | Fayetteville | 14 février 2015 |
| 300 m   | Plein air | 36 s 90 (NR) | Houston      | 23 juillet 2016 |
| 300 m   | En salle  | 37 s 82 (NR) | Birmingham   | 10 janvier 2014 |
| 400 m   | Plein air | 51 s 23 (NR) | San Marcos   | 26 avril 2014   |
| 400 m   | En salle  | 51 s 48 (NR) | Fayetteville | 10 mars 2007    |